# 博氏小光燈籠魚
博氏小光燈籠魚（学名：Parvilux boschmai）为輻鰭魚綱燈籠魚目灯笼鱼科的其中一種。分布于東太平洋區的秘魯海域，為深海魚類。

## 扩展阅读
維基物種上的相關：博氏小光燈籠魚